# Euroscaptor kuznetsovi
Euroscaptor kuznetsovi — вид ссавців родини Talpidae. Він зустрічається в північному В'єтнамі та південному Китаї. Названий на честь теріолога Германа В. Кузнєцова.

## Опис
Це великий кріт, який можна порівняти з E. longirostris і E. orlovi. Морфологічно його можна відрізнити за великим булавоподібним хвостом, більшим розміром черепа, короткими корінними зубами та ширшим рострумом.